# Janina Lapinskaitė
Janina Lapinskaitė est une actrice, scénariste et réalisatrice lituanienne née le 8 mars 1953 à Šiauliai.

## Biographie
De 1975 à 1994, Janina Lapinskaitė a travaillé pour la télévision lituanienne, sur de nombreux programmes populaires destinés à un public jeune ou rural.
Actuellement elle se consacre à la réalisation de documentaires et longs métrages de fiction.

## Filmographie
- 1996 : De la vie des elfes, réalisatrice
- 1999 : La Magie du voyage, réalisatrice
- 2000 : La Vie d'Elze (Elze Is Gilijos), actrice
- 2004 : Le Pays de verre (Stiklo Šalis), réalisatrice, scénariste